# Сан-Педру (Понта-Делгада)
Сан-Педру (порт. São Pedro) — район (фрегезия) в Португалии, входит в округ Азорские острова. Расположен на острове Сан-Мигел. Является составной частью муниципалитета Понта-Делгада. Население составляет 7177 человек на 2001 год. Занимает площадь 2,81 км².
Покровителем района считается Апостол Пётр (порт. São Pedro).